# Sonam Tenzin
Sonam Tenzin (sinh ngày 20 tháng 10 năm 1986) là một cầu thủ bóng đá from Bhutan. Anh thi đấu ở vị trí Tiền đạo cho Druk Pol, trước đó thi đấu tại Indian 3rd division cho Buddhist Blue Stars. Anh cũng là một thành viên của đội tuyển quốc gia Bhutan.

## Thống kê sự nghiệp

### Bàn thắng quốc tế
| 1.                                           | 6 tháng 9 năm 2013 | Sân vận động Halchowk, Kathmandu, Nepal | Sri Lanka | 2–5 | Thua | Giải vô địch bóng đá Nam Á 2013 |
| Chính xác tính đến ngày 15 tháng 11 năm 2013 |                    |                                         |           |     |      |                                 |